# Pseudicius ghesquierei
Pseudicius ghesquierei är en spindelart som först beskrevs av Louis Giltay 1935.  Pseudicius ghesquierei ingår i släktet Pseudicius och familjen hoppspindlar. Inga underarter finns listade i Catalogue of Life.